# Alexandre Sanine
Aleksandr Akímovitx Sanín, rus: Александр Акимович Санин, nascut Schönberg, rus: Шёнберг, conegut habitualment a Occident amb la romanització francesa Alexandre Sanine (15 d'abril [C.J. 3 d'abril] de 1869 — 8 de maig de 1956) fou un actor rus, director i professor d'interpretació.Va ser membre fundador del Teatre d'Art de Moscou i durant la seva carrera va dirigir obres de teatre, òperes i pel·lícules.

## Biografia
Nascut a Berdítxiv, Aleksandr Schönberg va estudiar història i filologia a la Universitat de Moscou. Després de conèixer Konstantín Stanislavski, que esdevindrà la principal influència artística de la seva vida, va debutar en 1887 amb la Societat d'Art i Literatura de Stanislavski, amb qui també va dirigir escenes de multitud a la manera Meiningen. El 1898 es va incorporar al recentment fundat Teatre d'Art de Moscou, moment en què va adoptar el nom artístic "Sanin". Va ser aquí on va fer la seva primera actuació aclamada per la crítica, com a Lup-Kleixnin a Tsar Fiódor Ioànnovitx d'A.K. Tolstoi. Paral·lelament a Stanislavski, Sanín també va codirigir Tsar Ioànnovitx, juntament amb diverses produccions amb l'empresa novençana, incloent La campana enfonsada de Gerhart Hauptmann (1898), El mercader de Venècia de William Shakespeare (1898), Homes per sobre de la llei d'Aleksei Píssemski (1898), La mort d'Ivan el Terrible d'A.K. Tolstoi (1899), Snegúrotxka d'Aleksandr Ostrovski (1900), i L'ànec salvatge de Henrik Ibsen (1901).
El 1902 es va casar amb Lika Mizinova, una dona amb qui Anton Txekhov havia tingut un afer sentimental, i que va servir-li com a prototip per a Nina Zaretxnaia a La gavina.
Aquest mateix any, després d'un desacord amb Stanislavski sobre la reorganització de la companyia (que també havia provocat la sortida de Vsévolod Meierhold), Sanín es va traslladar al Teatre Aleksandrinski. Va romandre allí fins al 1907, treballant com a actor, director i professor d'interpretació; durant aquesta època va intentar propagar les idees de Stanislavski dins d'aquesta companyia. Va dirigir diverses obres d'Aleksandr Ostrovski amb l'Aleksandrinski, incloent El fals Dmitri i Vassili Xuiski, Un cor ardent i Estigues al teu propi trineu.
El 1907, Sanín va deixar l'Aleksandrinski per unir-se a la companyia europea de Serguei Diàguilev. Allà, ara treballant principalment com a director d'òpera, es va concentrar en els clàssics de la música russa i va realitzar diverses produccions d'òpera successives, incloent Borís Godunov a l'escenari de la Gran Òpera de París, amb Fiódor Xaliapin al capdavant. El 1913, Sanín es va unir al recentment format Teatre Lliure de Mardjànov i, el 1914-1915, va ser director d'escena del Teatre Dramàtic de Moscou.
El gener de 1917, Sanín va tornar al Teatre d'Art de Moscou i s'hi va estar fins al 1919. Durant aquest període va produir diverses òperes i obres per al Bolxoi: La donzella de Pskov de Rimski-Kórsakov, El príncep Ígor d'Aleksandr Borodín, 1917; Carmen de Georges Bizet, 1922; al Teatre Mali - Possàdnik d'A.K. Tolstoi (1918), Elektra de Hofmannsthal, El gos de l'hortolà de Lope de Vega (1919), Ricard III de Shakespeare (1920), El bosc d'Ostrovski i La desgràcia de tenir massa enginy de Griboiédov (1921).
Fou el director dels primers films soviètics (Polikuixka i altres).
A finals de 1922 va marxar amb la seva dona a l'estranger. A partir de 1923 va treballar a diversos teatres: la Grand Opera (París), el Teatro Real (Madrid), el Gran Teatre del Liceu (Barcelona), el Teatro Colón (Buenos Aires), el Metropolitan Opera (Nova York), el Teatro Reale (Roma), La Scala (Milà) i altres. Va representar òperes de Modest Mússorgski, Rimski-Kórsakov, Aleksandr Borodín, Aleksandr Dargomijski, Mikhaïl Glinka, Piotr Ilitx Txaikovski, Aleksandr Serov, i Anton Rubinstein. Els principals cantants italians (Toti Dal Monte, Tito Schipa, Claudia Muzio i altres) i directors d'orquestra (Arturo Toscanini, Gino Marinuzzi, Tullio Serafin i altres) van prendre part en les seves produccions.
Des de 1942 va viure a Itàlia. El 1946 en relació amb el gran èxit de la nova producció de Borís Godunov a La Scala, en honor del director, es va celebrar una recepció a la missió militar soviètica a Roma, després de la qual cosa Sanín va presentar una petició per tornar a Rússia; la sol·licitud fou aprovada, però mai va rebre una visa d'entrada a la Unió Soviètica.
Va morir a Itàlia el 8 de maig de 1956 i va ser enterrat al cementiri protestant de Roma.